# Седьмая функция языка
«Седьмая функция языка» (фр. La Septième Fonction du langage) — роман Лорана Бине, французского писателя, литературного критика, лектора Парижа Дидро, Новой Сорбонны и Парижа VIII. Книга вышла в 2015 году во Франции в издательстве Грассе. Роман получил две премии: Интералье и Fnac. Книга переведена на 30 языков. На русском языке опубликована в 2019 году в издательстве Ивана Лимбаха в переводе Анастасии Захаревич.
Произведение написано в гибридном жанре — это сатирический, конспирологический, шпионский и академический детектив с элементами драматического произведения. Также это метапроза, поскольку рассказчик рефлексирует о процессе написания книги.
В романе описывается альтернативная история смерти Ролана Барта, в которой замешана вся интеллектуальная и политическая элита Франции, Америки и Италии 1980-х годов. На философа совершают покушение и в конечном счете убивают из-за имеющейся только у него рукописи Романа Якобсона. В ней излагается действие «седьмой функции языка». Благодаря правилам, описанным в документе, можно магическим образом воздействовать на любого человека. Расследование ведёт Жак Байяр, комиссар управления безопасности, придерживающийся правых взглядов и с презрением относящийся к любым философским изысканиям. Его напарник — левак Симон Херцог, лектор из Парижа VIII. Стеснительный молодой человек является волшебным помощником — проводником комиссара в мир лингвистики и семиотики. В ходе расследования главные герои «погружаются в мир парижской богемы, политических интриг, гомосексуальных оргий, секретных операций, тайных обществ, международных заговоров, погонь, перестрелок, научных конференций, веселого безумия и академического балабольства — иногда вполне серьезного и даже познавательного, иногда откровенно пародийного». Каждый из главных героев проходит свой путь: Симон из боязливого молодого человека превращается в мужчину из-за благотворного влияния Байяра, а Байяр начинает думать как настоящий семиотик.
Главные темы романа, типичные для французских философов и литераторов 1980-х годов: соотношение реальности и вымысла, правды и лжи, речи и действия; влияние власти на интеллектуалов, интеллектуалов на власть.

## Название
Название отсылает к статье «Лингвистика и поэтика» Романа Якобсона. В ней описывается лингвистическая модель коммуникации и выделяются шесть функций языка. Святым Граалем, за которым ведут охоту три страны, в произведении становится неопубликованная рукопись русско-американского лингвиста, в которой описана седьмая функция языка. В ней заключены знания, «позволяющее гораздо более экстенсивным образом убеждать кого угодно совершить что угодно в какой угодно ситуации». В произведении этот документ выступает в качестве макгаффина.

## Связанные произведения
Нельзя не отметить параллель между двумя главными героями и литературными персонажами серии произведений Артура Конан Дойля про Шерлока Холмса. На это указывают инициалы Симона Херцога — S. H. в английской огласовке, которые соответствуют инициалам главного литературного детектива конца XIX — начала XX веков — Шерлока Холмса (S. H.). Это сходство проявляется также на уровне сюжетных линий, фраз героев и их описания. В соответствии с первоисточником, рассказчик часто называет Симона Херцога «консультантом», как именовал себя сам Шерлок. А фраза Симона «Да, элементарно!» отсылает к знаменитой фразе «Элементарно, Ватсон!». Несмотря на то, что такого словосочетания не было в текстах Конан Дойля и появилась оно только в книге «Псмит-журналист» Пелама Вухдхауса, данная фраза является клише для многих киноадаптаций рассказов про Шерлока Холмса. Жак Байяр играет роль своеобразного Ватсона. В интервью автор говорит, что «семиотика — это наука исследования, наука Шерлока Холмса».
Многие филологи также отмечают, что Лоран Бине продолжает традицию романов Умберто Эко («Имя Розы» и «Маятник Фуко») и Юлии Кристевой («Смерть в Византии»).
Эта традиция заключается в параллельном конструировании идеальным автором двух типов идеальных читателей: интеллектуала, разбирающегося в исторических эпохах, философских направлениях, и любителя детективов. Сходство наблюдается также на уровне стиля, жанра и главной темы вышеупомянутых произведений. Примечательно, что «Великим Протагором» тайного сообщества «Клуба Логос» автор делает именно Умберто Эко, который в своих произведениях не раз критиковал логику конспирологического мышления, теории заговоров и обсессивное желание обладать властью через знание. Сам автор в интервью заявлял о том, что при создании произведения старался следовать теориям Умберто Эко и Ролана Барта.
Тема охоты за неопубликованной рукописью в академической среде сближает «Седьмую функцию языка» с произведением Антонии Сьюзен Байетт «Обладать». Ещё один академический роман, к которому отсылает книга Лорана Бине, «Академический обмен. Повесть о двух кампусах» Дэвида Лоджа. Главный герой этого произведения, Морисс Цапп, появляется также на страницах «Седьмой функции языка» наравне с Джоном Серлом, Романом Якобсоном и Жаком Деррида.
Имя Симона Херцога отсылает к главному персонажу романа Сола Беллоу «Херцог». Два героя схожи в роде деятельности и постоянных параноидальных настроениях. Прототипом для персонажа романа Сола Беллоу в свою очередь становится герой «Улисса» Джеймса Джойса, Мозес Герцог, участвующий в жертвоприношении Блума на кладбище. Эта сцена воссоздается в «Седьмой функции языка», только объектом жертвоприношения становится сам Симон Херцог. Одним из инициаторов этого действия выступает аспирантка Донна. Судя по всему, прототипом для этого персонажа является Донна Тартт. Эта сцена также обращает читателей к ее роману «Тайная история», где компания студентов пытается воссоздать древнегреческую Вакханалию в лесу.

## Анализ
В романе в ироническом ключе обыгрывается литературный приём deus ex machina или «бог из машины». Его использование подразумевает, что развязка произведения или спасение героя происходит необоснованно и неожиданно. Спасают Симона два японца, появляющиеся буквально из машины, из синего «Фуэго».
Автор также использует приемы, характерные для полифонического романа, которые были описаны М. Бахтиным в работе «Проблемы поэтики Достоевского».

## Отзывы и рецензии
Отзывы русскоговорящих критиков, журналистов, филологов о произведении неоднозначны. Ирина Сушек пишет: «Удовольствием от текста роман дышит на всех возможных уровнях… роман заслуживает не только места в истории французской и мировой литературы XXI века, но и статуса must-read для студентов филологических, философских и политологических факультетов». Ее восторг разделяет Анастасия Завозова: «…это тот самый тип нескучного интеллектуального романа, которого всегда подспудно ждешь, потому что это всегда богатое и многостороннее чтение…». Им вторит Михаил Визель: «Если эти имена вам не просто что-то говорят, но вы в состоянии связать их с той или иной философской концепцией, то вы получите от книги особое интеллектуальное удовольствие. Если нет — тоже ничего страшного: перед вами закрученный детектив в европейских ретродекорациях».
Однако некоторые рецензенты не согласны с всеобщим восхищением. Дмитрий Бавильский отмечает: «Книга Бине остроумно придумана, чётко исполнена и скучно написана, так как приём становится понятен почти сразу, а дальше просто следишь за развитием авторских придумок, лишённых малейшей антропоморфности — потому что, если из текста убрать все громкие имена, тянущие за собой разноцветный и насыщенный культурный бэкграунд… останется что-то крайне невыразительное и плоское».
Несмотря на ведущиеся дискуссии о художественной ценности произведения, литературоведы сходятся во мнении о том, что в романе продумана каждая деталь и блестяще обработан материал, но некоторые видят в этом изъян: из-за максимальной семантической наполненности произведения, выходит примитивный детективный сюжет.
Спорным моментом для критики является вопрос о потенциальном читателе данного произведения. Василий Владимирский выражает недоумение о том, что «по-прежнему не ясно, для кого написана книга Лорана Бине — то ли перед нами бойкий авантюрный роман для широкого круга любителей интеллектуальных детективов, то ли тонкая шутка для своих, мудрил-гуманитариев с приличным филологическим или философским образованием».
Камнем преткновения также становится грубая манера автора в обращении с героями, которые имеют прототипы в реальной жизни. Многие видят в этом любовь и ироничное отношение к персонажам, но Сергей Сироткин не принимает такой позиции создателя: «Писатель как бы и не видит больших достижений у своих героев, для него эти люди обладают мелкими и пошлыми душонками, испорченными желанием властвовать над миром». Сам автор в одном из интервью, отбиваясь от подобной критики говорит следующее: «Я восхищаюсь большинством из этих людей, но в то же время нахожу их комичными. Многие были шокированы тем, как я показал Фуко, однако почти все сцены с ним правдивые — это о нем рассказывали в мемуарах его старые друзья: так Фуко вел себя на вечеринках, он употреблял наркотики и забывал, как говорить по-английски, если напивался». Также автор говорит о том, что в конструировании образов героев, он хотел поиграть именно с их мифами и легендами".
В послесловии к роману упоминается, что ходили слухи о том, что после выхода книги Филипп Соллерс начал угрожать судебным разбирательством и его сторонники назвали роман женоненавистническим. Но издательство заранее проконсультировалось у адвокатов и обезопасило себя от обвинений.